# Bourg-Saint-Pierre
Bourg-Saint-Pierre, literalmente Bourgo de São Pedro,  é uma comuna suíça do cantão do Valais, do distrito de Entremont na Suíça, que faz fronteira com a  Itália a Sul.
O brasão apresenta duas chaves para se referir às chaves de São Pedro.
No passo do Grande São Bernardo  encontra-se o célebre hospício do Grande São Bernardo.

## Peregrinagem
Bourg-Saint-Pierre era um ponto de passagem da Via Francigena (literalmente a "Via dos Franceses" que era um rede de estradas e caminhos que tomavam os peregrinos vindos de France, o que queria dizer da terra dos Francos.